# Kadmeia

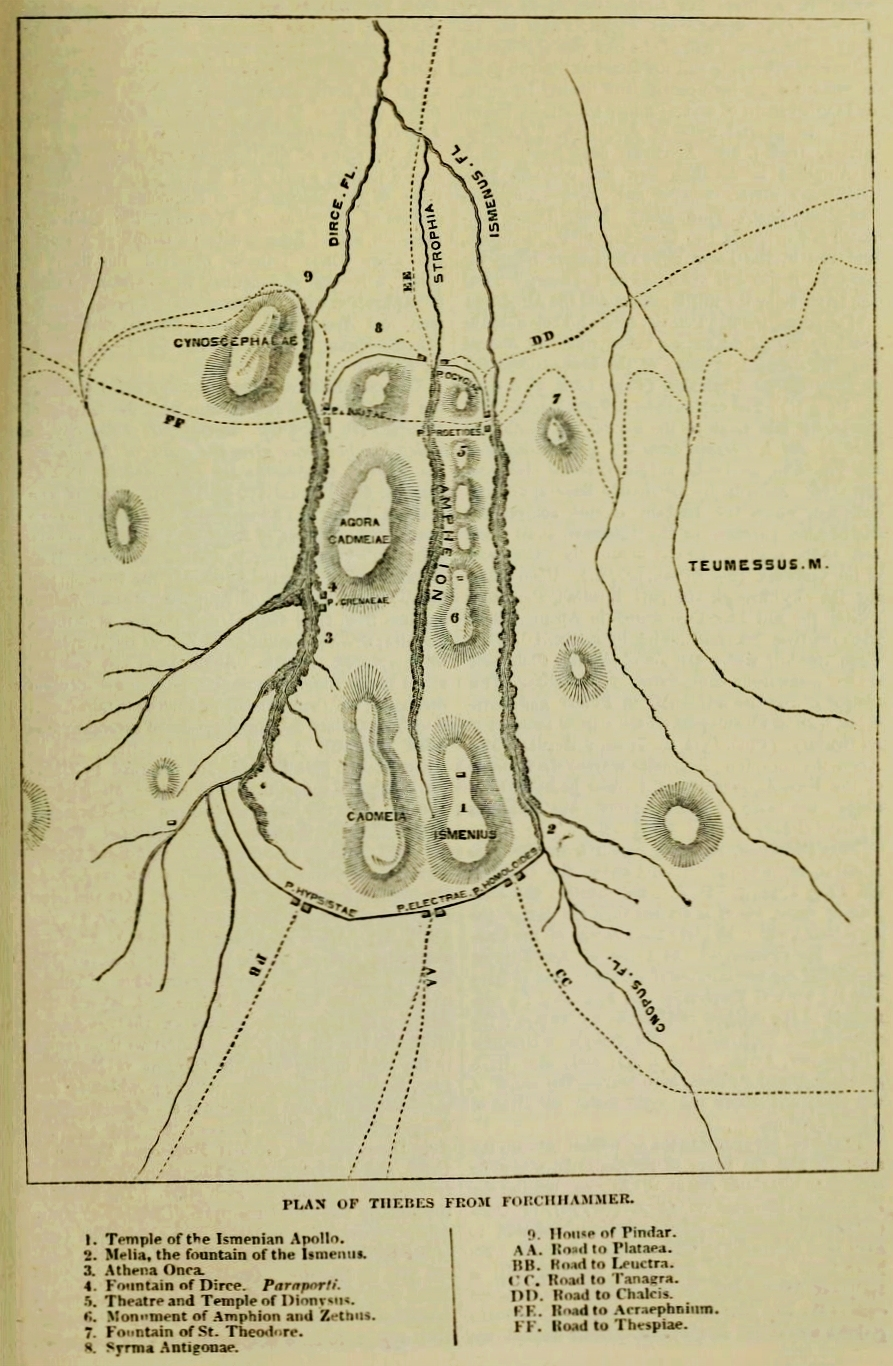
Übersichtsplan zum antiken Theben

Die Kadmeia (altgriechisch Καδμεία Kadmeía, neugriechisch Καδμεία Kadmía, je (f. sg.)) war im antiken Griechenland der nach Kadmos, dem mythischen Gründer Thebens, benannte flache Hügel, auf dem sich spätestens seit dem Späthelladikum die Oberstadt (Akropolis) Thebens befand. Der Hügel war bereits im Frühhelladikum (3. Jahrtausend v. Chr.) besiedelt.
Die Besetzung der Kadmeia durch spartanische Truppen unter Phoibidas im Jahr 382 v. Chr. löste eine Folge von Kriegen zwischen den beiden Städten und ihren Verbündeten aus, die Spartas Hegemonie über Griechenland beendeten und die kurzzeitige Vorherrschaft Thebens begründeten.